# Filmjahr 1928
Liste der Filmjahre

◄◄ | ◄ | 1924 | 1925 | 1926 | 1927 | Filmjahr 1928 | 1929 | 1930 | 1931 | 1932 | ► | ►►

Weitere Ereignisse

## Ereignisse
- 06. Januar: Der Zirkus, der letzte von Charlie Chaplin während der Stummfilmära gedrehte Film, feiert im Strand Theatre in New York Weltpremiere.
- 15. Mai: Micky Maus und Minnie Maus erscheinen erstmals in dem Film Plane Crazy von Walt Disney.
- 13. November: Der Regisseur Max Reinhardt gründet in Schönbrunn eine Schauspielschule, das Max-Reinhardt-Seminar.
- Walt Disney veröffentlicht mit Steamboat Willie den ersten animierten Kurzfilm mit einem, in der Nachbearbeitung hinzugefügten, Soundtrack inklusive Musik, Geräuscheffekten und Dialogen.

## Erfolgreichste Filme

### Top 10 in den USA
Die zehn erfolgreichsten Filme an den US-amerikanischen Kinokassen nach Einspielergebnis.
| Platz | Filmtitel                    | Einspielergebnis in US-Dollar |       |
| ----- | ---------------------------- | ----------------------------- | ----- |
| 1.    | The Singing Fool             | 3.821.000                     | [ 1 ] |
| 2.    | Street Angel                 | 1.700.000                     | [ 2 ] |
| 3.    | Lilac Time                   | 1.675.000                     | [ 3 ] |
| 4.    | Four Sons                    | 1.500.000                     | [ 2 ] |
| 5.    | Noah's Ark                   | 1.367.000                     | [ 1 ] |
| 6.    | The Red Dance In Old Arizona | 1.300.000                     | [ 2 ] |
| 7.    | The Terror                   | 1.221.000                     | [ 1 ] |
| 8.    | Lights of New York           | 1.160.000                     | [ 1 ] |
| 9.    | My Man                       | 1.099.000                     | [ 1 ] |
| 10.   | On Trial                     | 1.089.000                     | [ 1 ] |

## Filmpreise und Auszeichnungen
- Photoplay Award: Four Sons von John Ford

## Geburtstage

### Januar bis März
Januar

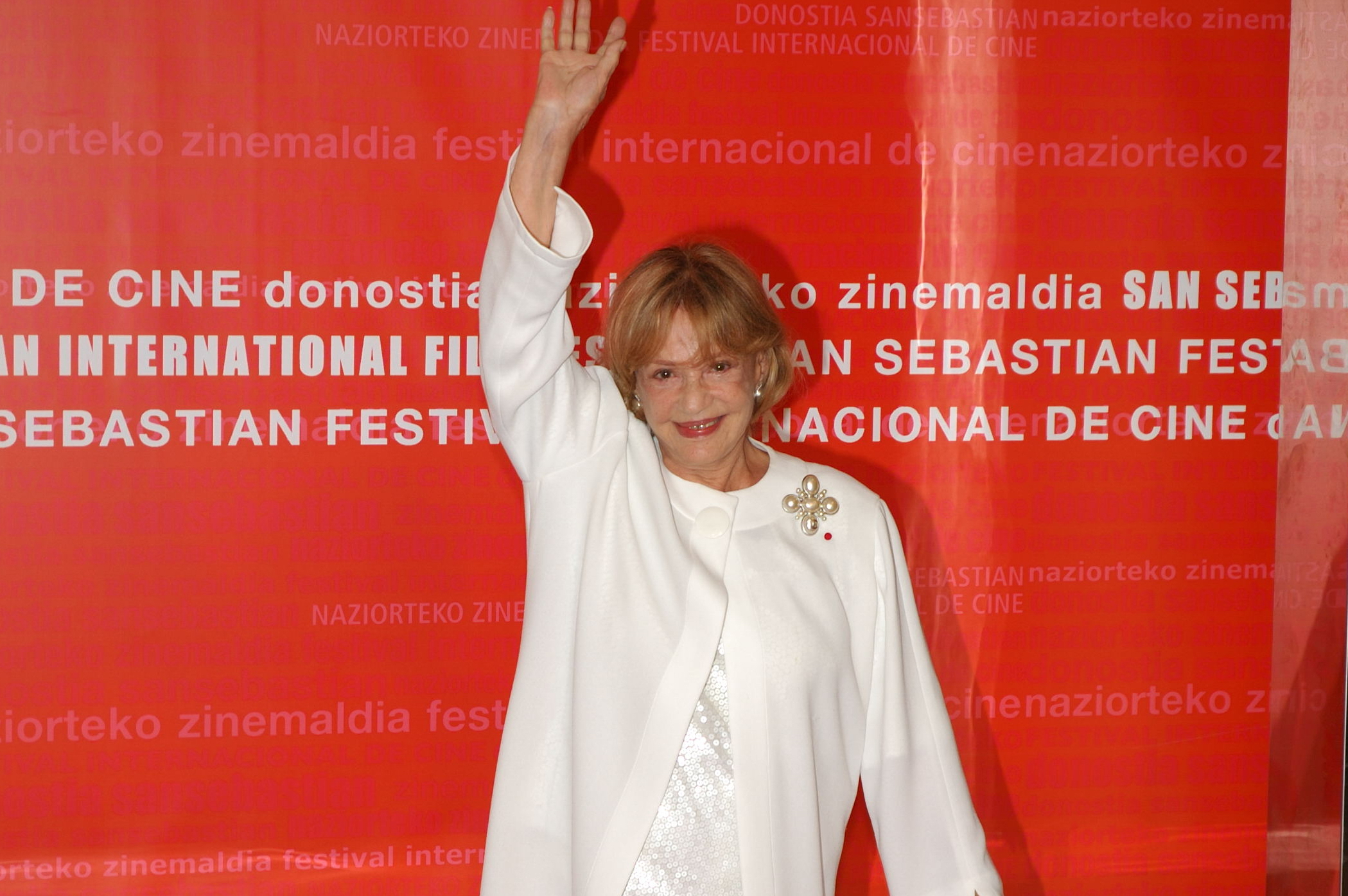
Jeanne Moreau (* 23. Januar)

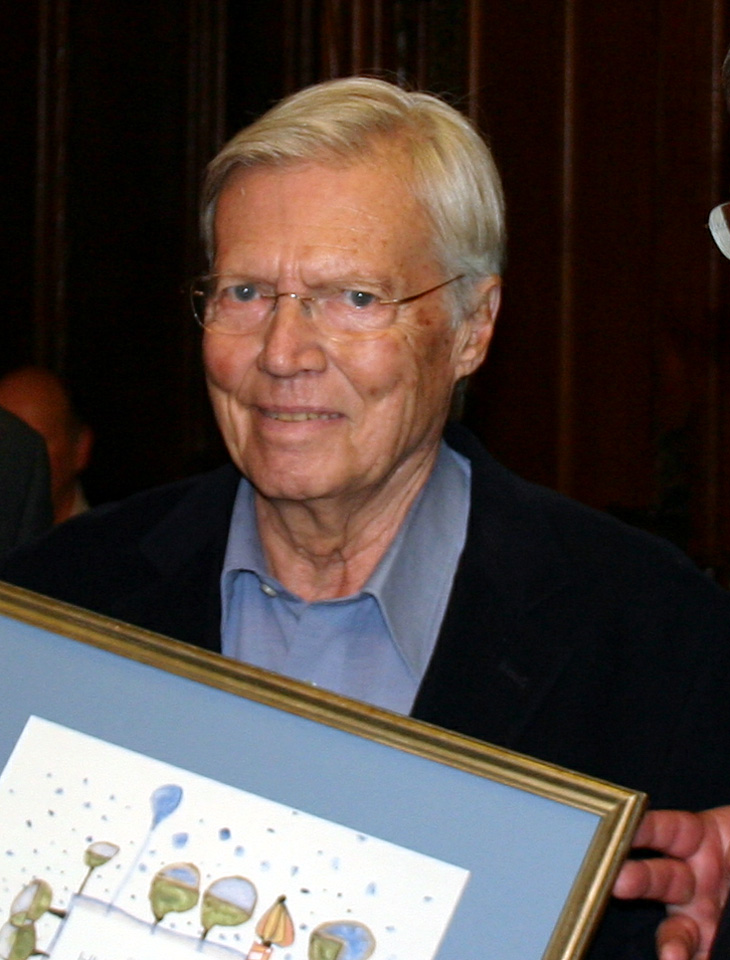
Karlheinz Böhm (* 16. März)

- 01. Januar: Helen Westcott, US-amerikanische Schauspielerin († 1998)
- 06. Januar: Capucine, französische Schauspielerin († 1990)
- 07. Januar: William Peter Blatty, US-amerikanischer Drehbuchautor und Regisseur († 2017)
- 08. Januar: May Wynn, US-amerikanische Schauspielerin († 2021)
- 09. Januar: Wolfgang Draeger, deutscher Schauspieler und Synchronsprecher († 2023)
- 11. Januar: Herbert Mensching, deutscher Schauspieler und Synchronsprecher († 1981)
- 11. Januar: David L. Wolper, US-amerikanischer Produzent († 2010)
- 13. Januar: Gregory Walcott, US-amerikanischer Schauspieler († 2015)
- 15. Januar: Joanne Linville, US-amerikanische Schauspielerin († 2021)
- 15. Januar: René Vautier, französischer Dokumentarfilmer († 2015)
- 18. Januar: Franciszek Pieczka, polnischer Schauspieler († 2022)
- 19. Januar: Klaus Schlette,  deutscher Schauspieler († 1996)
- 20. Januar: Peter Donat, US-amerikanischer Schauspieler († 2018)
- 23. Januar: Reimar Johannes Baur, deutscher Schauspieler († 2023)
- 23. Januar: Jeanne Moreau, französische Schauspielerin († 2017)
- 24. Januar: Michel Serrault, französischer Schauspieler († 2007)
- 25. Januar: Helmut Ahner, deutscher Schauspieler und Synchronsprecher († 2014)
- 25. Januar: Karl Walter Diess, österreichischer Schauspieler und Synchronsprecher († 2014)
- 26. Januar: Roger Vadim, französischer Regisseur († 2000)
- 27. Januar: Michael Craig, britischer Schauspieler
- 31. Januar: Michael Degen, deutscher Schauspieler († 2022)

Februar
- 01. Februar: Stuart Whitman, US-amerikanischer Schauspieler († 2020)
- 08. Februar: Wjatscheslaw Wassiljewitsch Tichonow, russischer Schauspieler († 2009)
- 11. Februar: Conrad Janis, US-amerikanischer Schauspieler († 2022)
- 12. Februar: Heinz Baumann, deutscher Schauspieler († 2023)
- 12. Februar: Jürgen Thormann, deutscher Schauspieler, Regisseur, Synchron- und Hörspielsprecher († 2024)
- 15. Februar: Günter Kütemeyer, deutscher Schauspieler und Synchronsprecher († 2022)
- 16. Februar: Eva-Ingeborg Scholz, deutsche Schauspielerin († 2022)
- 22. Februar: Paul Dooley, US-amerikanischer Schauspieler
- 24. Februar: Al Lettieri, US-amerikanischer Schauspieler († 1975)
- 25. Februar: Larry Gelbart, US-amerikanischer Drehbuchautor († 2009)
- 25. Februar: Bibiana Zeller, österreichische Schauspielerin († 2023)
- 28. Februar: Tom Aldredge, US-amerikanischer Schauspieler († 2011)
- 28. Februar: Stanley Baker, britischer Schauspieler und Produzent († 1976)
- 29. Februar: Joss Ackland, britischer Schauspieler († 2023)

März
- 01. März: Jacques Rivette, französischer Regisseur, Drehbuchautor und Kritiker († 2016)
- 03. März: Joe Conley, US-amerikanischer Schauspieler († 2013)
- 06. März: Christa Wehling, deutsche Schauspielerin († 1996)
- 10. März: Sara Montiel, spanische Schauspielerin († 2013)
- 11. März: Albert Salmi, US-amerikanischer Schauspieler († 1990)
- 12. März: Edward Albee, US-amerikanischer Schriftsteller († 2016)
- 12. März: Henning Bahs, dänischer Drehbuchautor und Szenenbildner († 2002)
- 12. März: Paul Kuhn, deutscher Schauspieler († 2013)
- 12. März: Gregory J. Markopoulos, US-amerikanischer Avantgarde-Filmemacher († 1992)
- 12. März: Robert Paynter, britischer Kameramann († 2010)
- 16. März: Karlheinz Böhm, deutscher Schauspieler († 2014)
- 17. März: Eunice Gayson, britische Schauspielerin († 2018)
- 17. März: Hélène Loiselle, kanadische Schauspielerin († 2013)
- 18. März: Peggy Dow, US-amerikanische Schauspielerin
- 19. März: Patrick McGoohan, US-amerikanischer Schauspieler († 2009)
- 22. März: Veljko Bulajić, jugoslawischer und montenegrinischer Filmregisseur und Drehbuchautor († 2024)
- 22. März: Käte Jaenicke, deutsche Schauspielerin († 2002)
- 24. März: Vanessa Brown, österreichische Schauspielerin († 1999)
- 28. März: Gunilla Palmstierna-Weiss, schwedische Bühnen- und Kostümbildnerin († 2022)

### April bis Juni
April

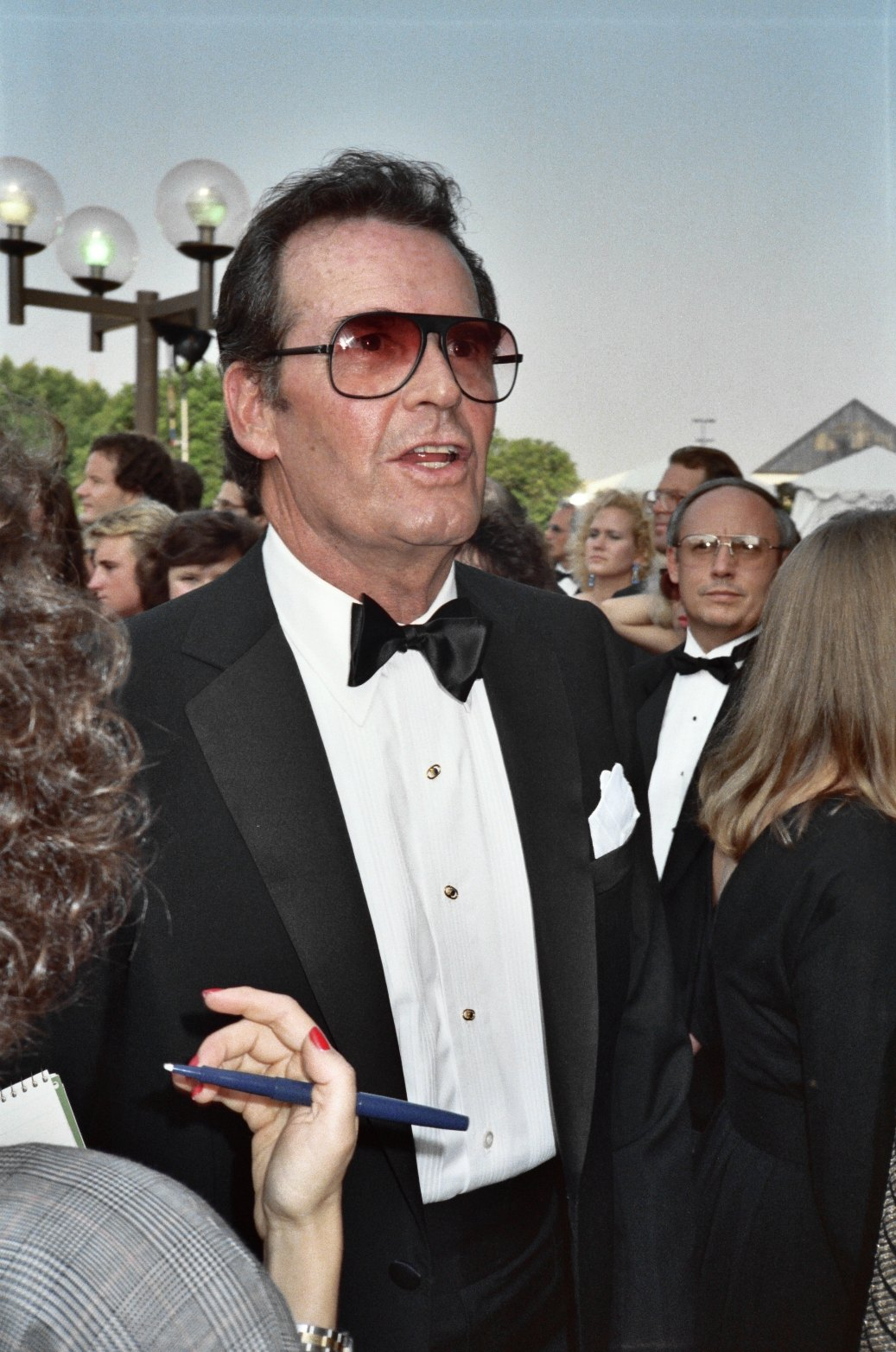
James Garner (* 7. April)

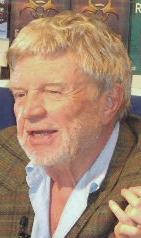
Hardy Krüger (* 12. April)

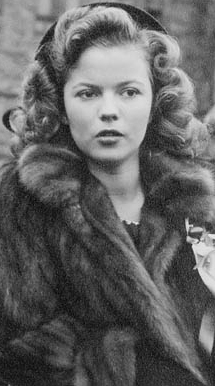
Shirley Temple (* 23. April)

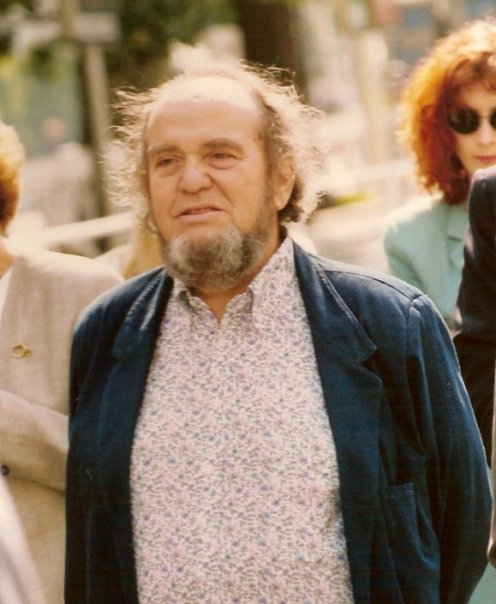
Marco Ferreri (* 11. Mai)

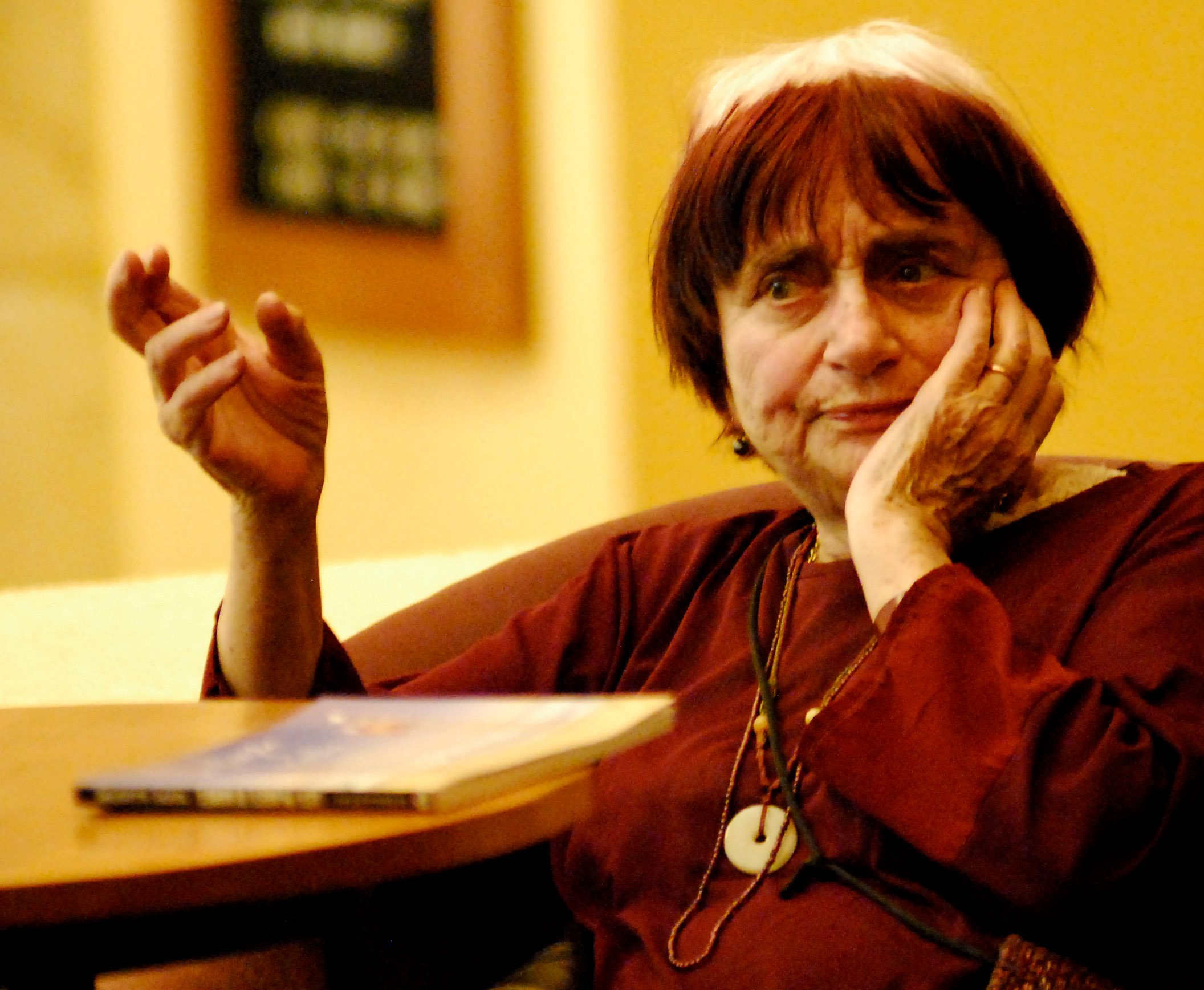
Agnès Varda (* 30. Mai)

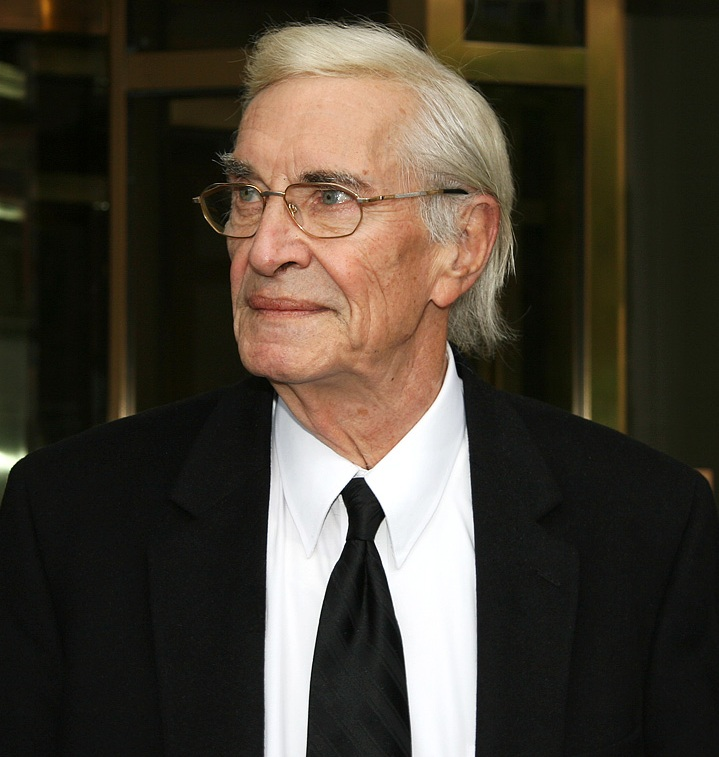
Martin Landau (* 20. Juni)

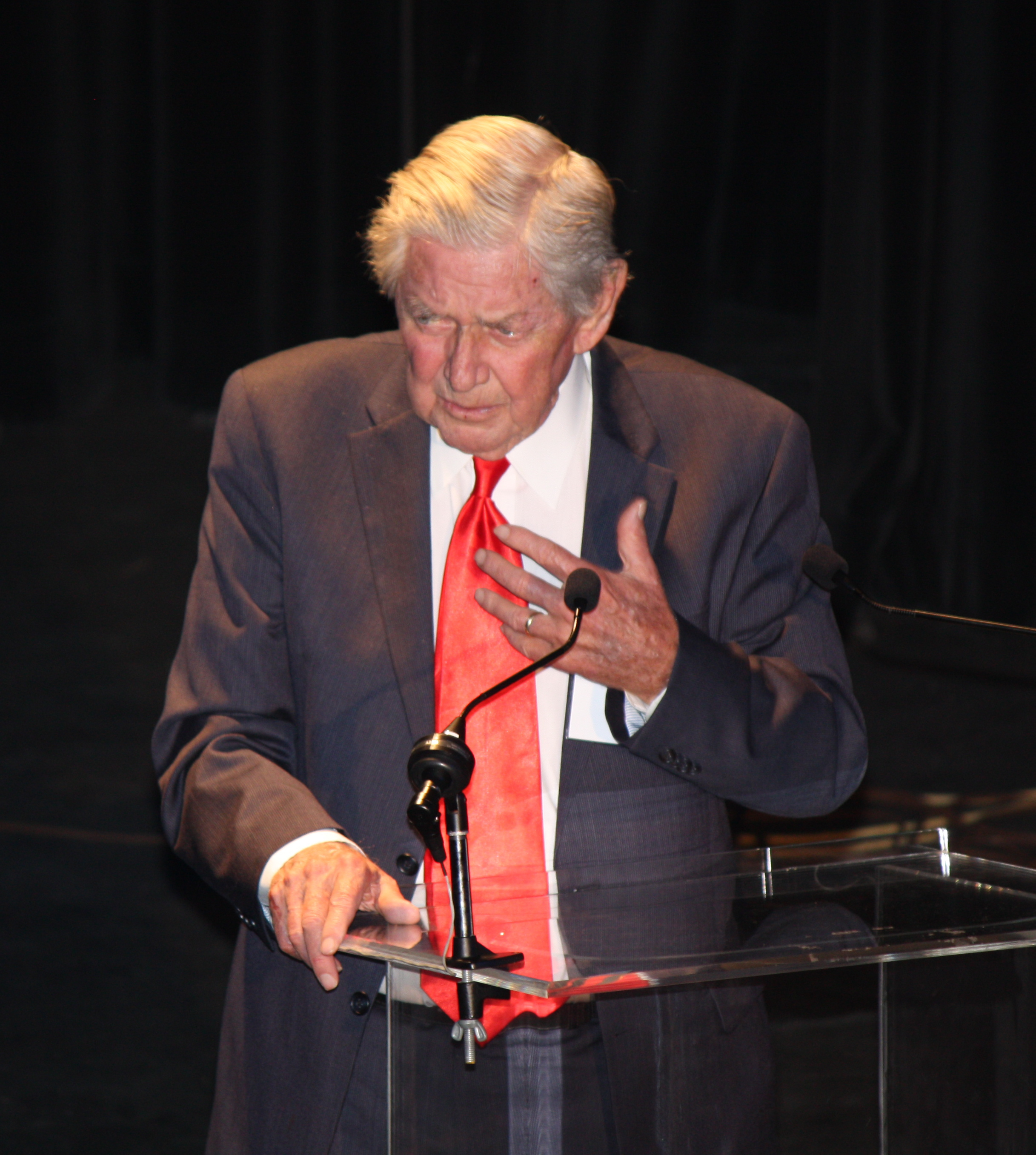
Ralph Waite (* 22. Juni)

- 01. April: George Grizzard, US-amerikanischer Schauspieler († 2007)
- 02. April: Serge Gainsbourg, französischer Komponist und Schauspieler († 1991)
- 03. April: Kevin Hagen, US-amerikanischer Schauspieler († 2005)
- 04. April: Estelle Harris, US-amerikanische Schauspielerin und Synchronsprecherin († 2022)
- 07. April: James Garner, US-amerikanischer Schauspieler († 2014)
- 07. April: Alan J. Pakula, US-amerikanischer Regisseur († 1998)
- 08. April: Jaromír Borek, österreichischer Schauspieler († 1997)
- 08. April: Eric Porter, britischer Schauspieler († 1995)
- 10. April: Keijo Komppa, finnischer Schauspieler und Regisseur († 2009)
- 11. April: Henri Garcin, französischer Schauspieler († 2022)
- 12. April: Hardy Krüger, deutscher Schauspieler († 2022)
- 13. April: Herman Raucher, US-amerikanischer Drehbuchautor
- 16. April: Richard Sylbert, US-amerikanischer Szenenbildner († 2002)
- 18. April: Geneviève Cluny, französische Schauspielerin
- 18. April: Heinz Lieven, deutscher Schauspieler († 2021)
- 23. April: Shirley Temple, US-amerikanische Schauspielerin († 2014)
- 24. April: Nicolò Ferrari, italienischer Dokumentarfilmer, Regisseur und Drehbuchautor
- 24. April: Bruce Kirby, US-amerikanischer Schauspieler († 2021)
- 25. April: Juri Jakowlew, russischer Schauspieler († 2013)
- 28. April: Lydia Alfonsi, italienische Schauspielerin († 2022)
- 28. April: Charlene Holt, US-amerikanische Schauspielerin und Model († 1996)
- 30. April: Peter Carsten, deutscher Schauspieler († 2012)

Mai
- 01. Mai: Leonardas Zelčius, litauischer Schauspieler († 2015)
- 03. Mai: Jeanne Bal, US-amerikanische Schauspielerin († 1996)
- 05. Mai: Pierre Schoendoerffer, französischer Regisseur und Drehbuchautor († 2012)
- 10. Mai: Hans Noever, deutscher Regisseur
- 11. Mai: Marco Ferreri, italienischer Regisseur († 1997)
- 12. Mai: Burt Bacharach, US-amerikanischer Komponist († 2023)
- 18. Mai: Pernell Roberts, US-amerikanischer Schauspieler († 2010)
- 21. Mai: Miha Baloh, slowenischer Schauspieler († 2022)
- 21. Mai: Alice Drummond, US-amerikanische Schauspielerin († 2016)
- 21. Mai: Herbert Propst, österreichischer Schauspieler († 1997)
- 22. Mai: John Mackenzie, britischer Regisseur († 2011)
- 23. Mai: Rosemary Clooney, US-amerikanische Sängerin und Schauspielerin († 2002)
- 23. Mai: Nigel Davenport, britischer Schauspieler († 2013)
- 23. Mai: Mary Fickett, US-amerikanische Schauspielerin († 2011)
- 30. Mai: Agnès Varda, belgische Regisseurin († 2019)
- 31. Mai: Édouard Molinaro, französischer Regisseur und Drehbuchautor († 2013)

Juni
- 03. Juni: Ingrid Rentsch, deutsche Schauspielerin († 2022)
- 05. Juni: Robert Lansing, US-amerikanischer Schauspieler († 1994)
- 05. Juni: Tony Richardson, britischer Regisseur († 1991)
- 06. Juni: Ed Fury, US-amerikanischer Schauspieler und Model († 2023)
- 07. Juni: James Ivory, US-amerikanischer Regisseur
- 12. Juni: Vic Damone, US-amerikanischer Sänger und Schauspieler († 2018)
- 12. Juni: Bernie Hamilton, US-amerikanischer Schauspieler († 2008)
- 15. Juni: Laurence Badie, französische Schauspielerin († 2024)
- 16. Juni: Ernst Stankovski, österreichischer Schauspieler († 2022)
- 18. Juni: Maggie McNamara, US-amerikanische Schauspielerin († 1978)
- 19. Juni: Nancy Marchand, US-amerikanische Schauspielerin († 2000)
- 20. Juni: Martin Landau, US-amerikanischer Schauspieler († 2017)
- 22. Juni: Ralph Waite, US-amerikanischer Schauspieler († 2014)
- 25. Juni: Michel Brault, kanadischer Kameramann und Regisseur († 2013)
- 25. Juni: Francesco Giaculli, italienischer Produzent und Regisseur
- 28. Juni: Claus Biederstaedt, deutscher Schauspieler († 2020)
- 29. Juni: Ian Bannen, britischer Schauspieler († 1999)

### Juli bis September
Juli

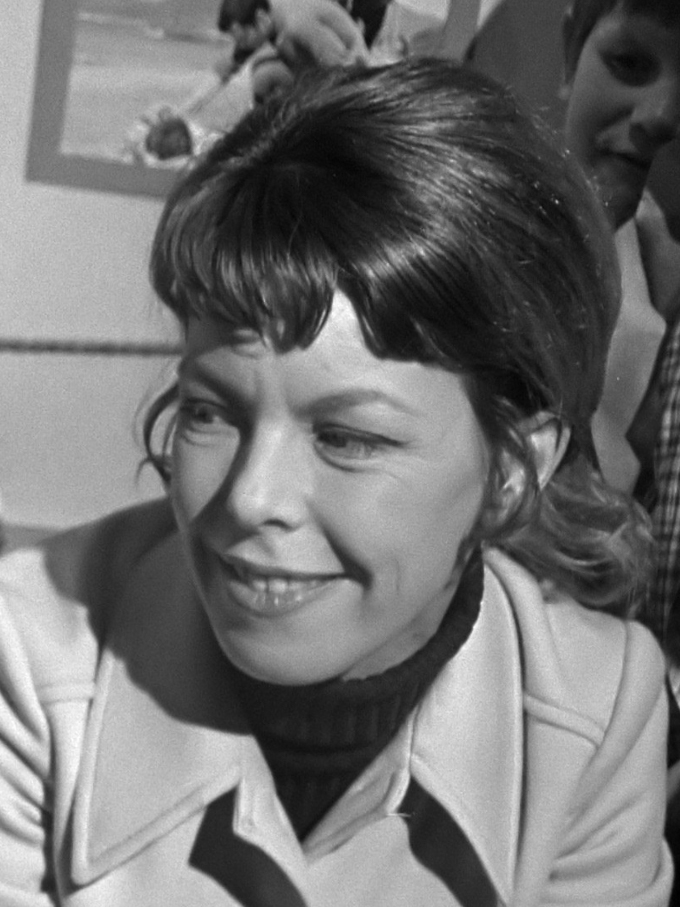
Cécile Aubry (* 3. August)

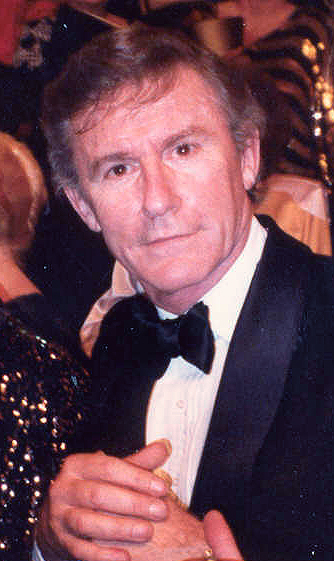
Roddy McDowall (* 17. September)

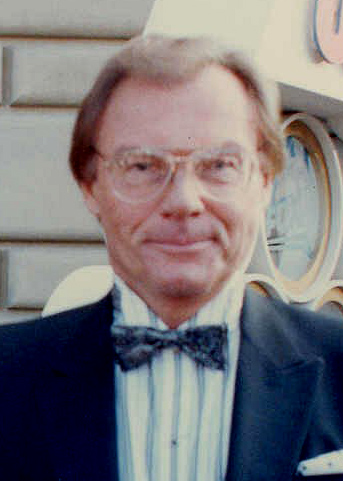
Adam West (* 19. September)

- 01. Juli: Gunnar Möller, deutscher Schauspieler († 2017)
- 02. Juli: Line Renaud, französische Sängerin und Schauspielerin
- 05. Juli: Warren Oates, US-amerikanischer Schauspieler († 1982)
- 07. Juli: Patricia Hitchcock, britisch-US-amerikanische Schauspielerin und Produzentin († 2021)
- 13. Juli: Bob Crane, US-amerikanischer Schauspieler († 1978)
- 13. Juli: Mace Neufeld, US-amerikanischer Produzent († 2022)
- 14. Juli: Nancy Olson, US-amerikanische Schauspielerin
- 14. Juli: Lucyna Winnicka, polnische Schauspielerin († 2013)
- 15. Juli: Tom Troupe, US-amerikanischer Schauspieler († 2025)
- 22. Juli: Orson Bean, US-amerikanischer Schauspieler († 2020)
- 26. Juli: Stanley Kubrick, US-amerikanischer Regisseur († 1999)
- 29. Juli: Bidsina Kwernadse, georgischer Komponist († 2010)
- 30. Juli: Chris Howland, britischer Schauspieler († 2013)
- 31. Juli: Burt Topper, US-amerikanischer Produzent, Regisseur, Drehbuchautor und Schauspieler († 2007)

August
- 02. August: Mino Giarda, italienischer Drehbuchautor († 2024)
- 02. August: Ruth Glöss, deutsche Schauspielerin († 2014)
- 02. August: Yoko Tani, franko-japanische Schauspielerin († 1999)
- 03. August: Cécile Aubry, französische Schauspielerin († 2010)
- 03. August: James B. Harris, US-amerikanischer Produzent und Regisseur
- 07. August: Helen Vita, deutsche Schauspielerin († 2001)
- 10. August: Jimmy Dean, US-amerikanischer Country-Musiker und Schauspieler († 2010)
- 10. August: Eddie Fisher, US-amerikanischer Sänger und Schauspieler († 2010)
- 12. August: Dan Curtis, US-amerikanischer Regisseur und Produzent († 2006)
- 14. August: Lina Wertmüller, italienische Regisseurin und Drehbuchautorin († 2021)
- 15. August: Nicolas Roeg, britischer Regisseur († 2018)
- 16. August: Ann Blyth, US-amerikanische Schauspielerin
- 23. August: Marian Seldes, US-amerikanische Schauspielerin († 2014)
- 29. August: Charles Gray, britischer Schauspieler († 2000)
- 29. August: Dick O’Neill, US-amerikanischer Schauspieler († 1998)
- 29. August: Dsidra Ritenbergs, lettische Schauspielerin und Regisseurin († 2003)
- 31. August: James Coburn, US-amerikanischer Schauspieler († 2002)

September
- 01. September: George Maharis, US-amerikanischer Schauspieler und Sänger († 2023)
- 02. September: Mel Stuart, US-amerikanischer Regisseur († 2012)
- 03. September: Serge Bourguignon, französischer Regisseur und Drehbuchautor
- 04. September: Jerome Hellman, US-amerikanischer Produzent und Regisseur († 2021)
- 04. September: Dick York, US-amerikanischer Schauspieler († 1992)
- 11. September: Earl Holliman, US-amerikanischer Schauspieler († 2024)
- 17. September: Roddy McDowall, britischer Schauspieler († 1998)
- 19. September: Bruno Dallansky, österreichischer Schauspieler († 2008)
- 19. September: Will Tremper, deutscher Regisseur († 1998)
- 19. September: Adam West, US-amerikanischer Schauspieler († 2017)
- 22. September: Eugene Roche, US-amerikanischer Schauspieler († 2004)
- 25. September: Harold Becker, US-amerikanischer Regisseur
- 27. September: Haro Senft, deutscher Regisseur, Produzent und Drehbuchautor († 2016)

### Oktober bis Dezember
Oktober

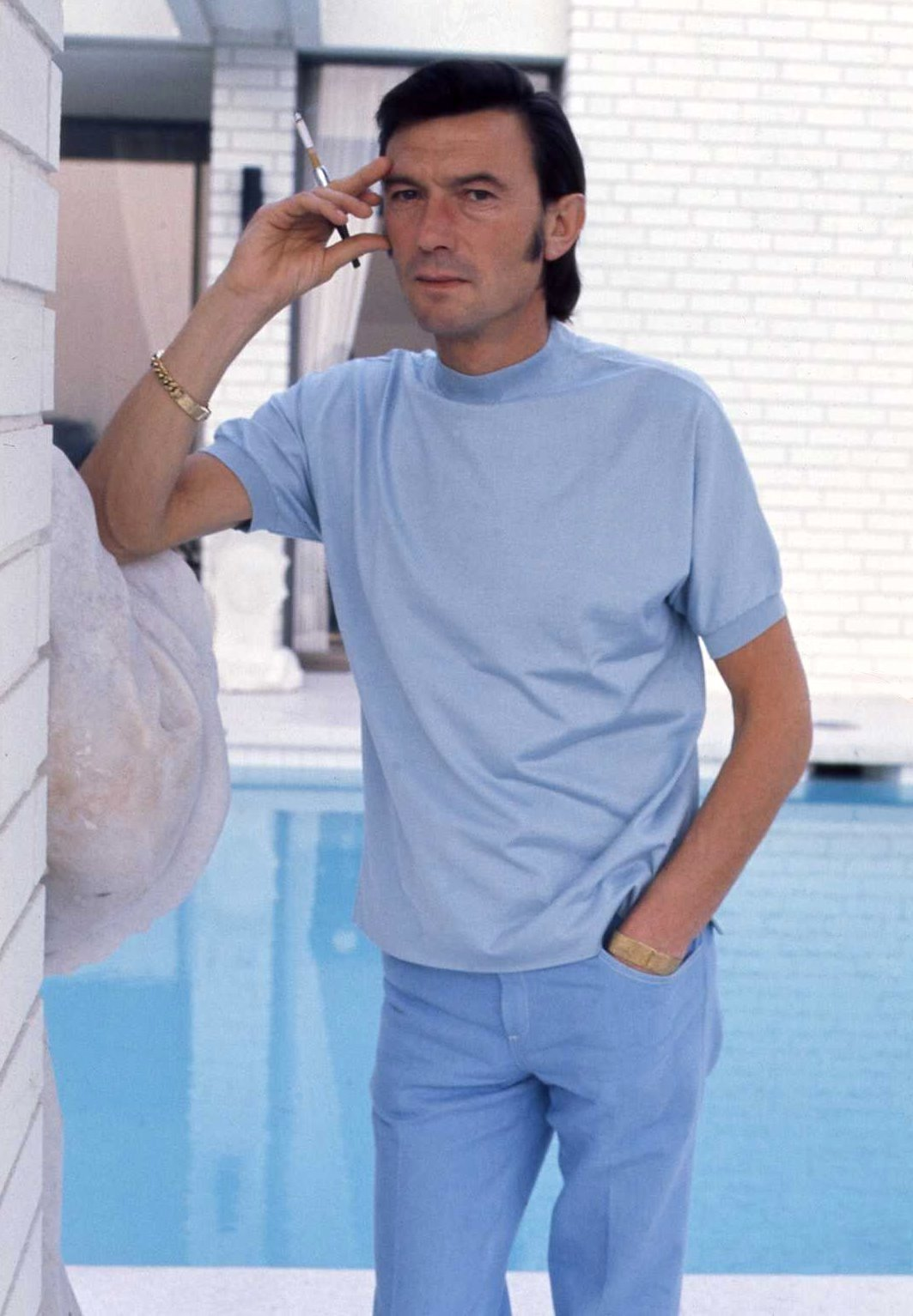
Laurence Harvey (* 1. Oktober)

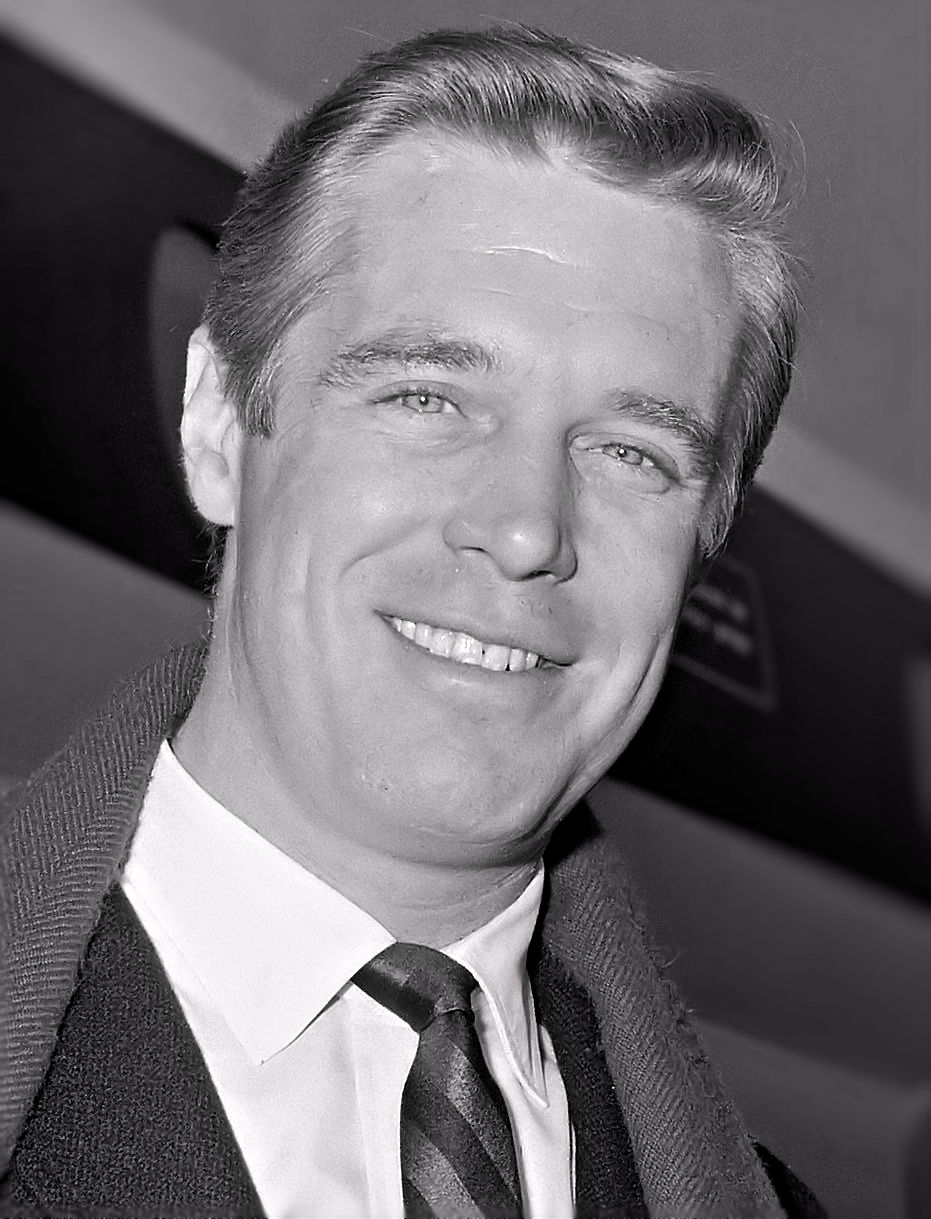
George Peppard (* 1. Oktober)

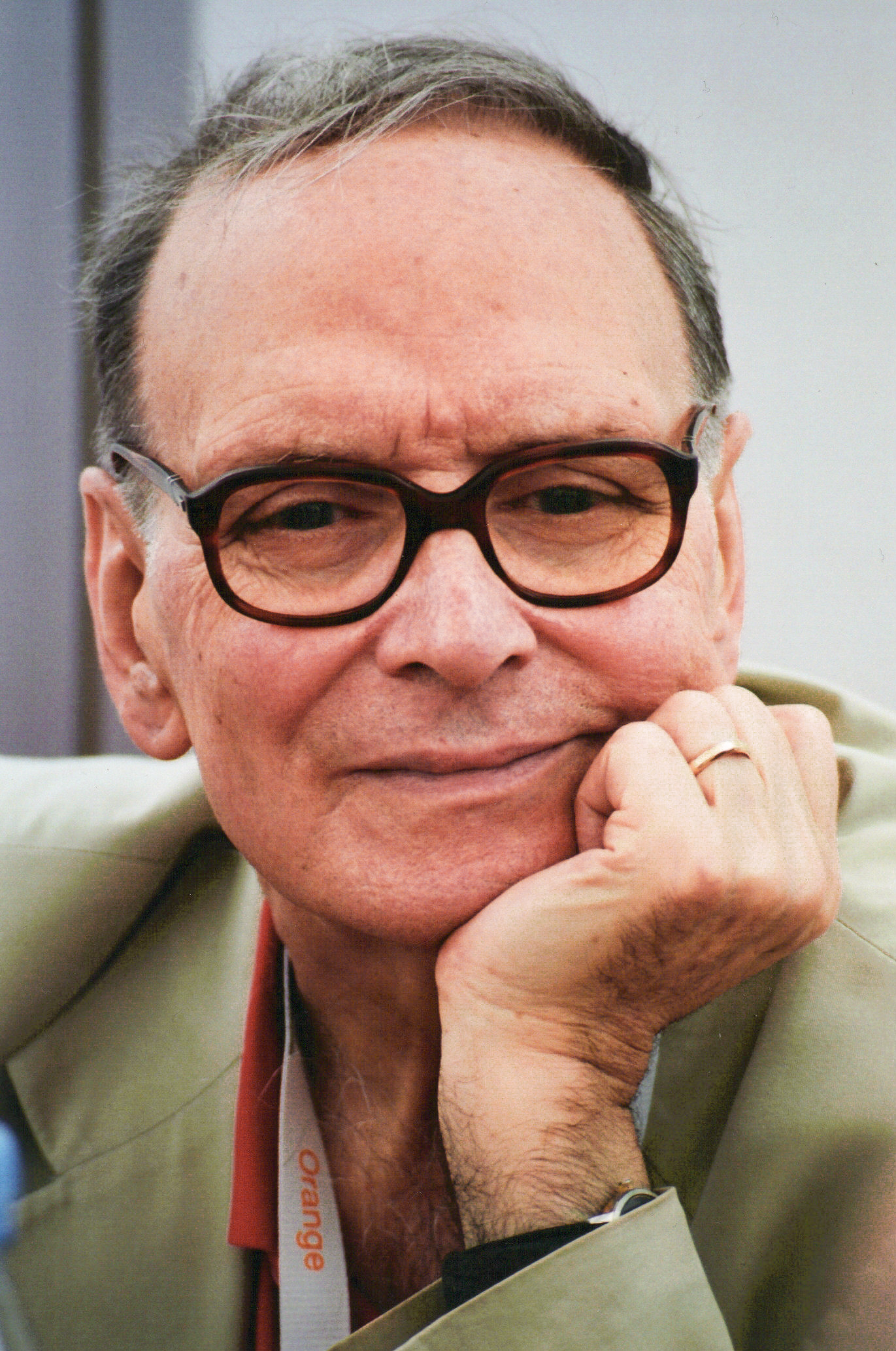
Ennio Morricone (* 10. November)

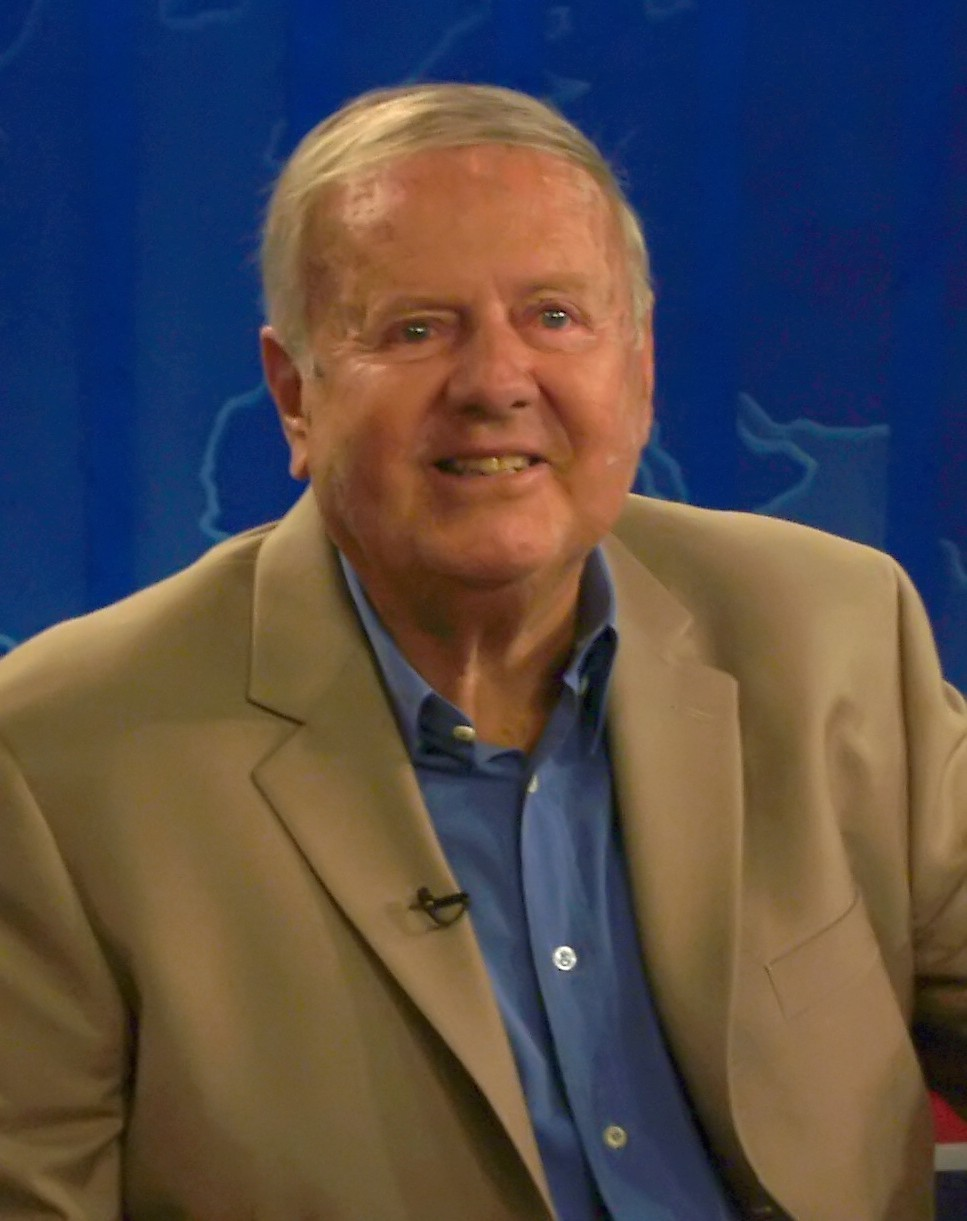
Dick Van Patten (* 9. Dezember)

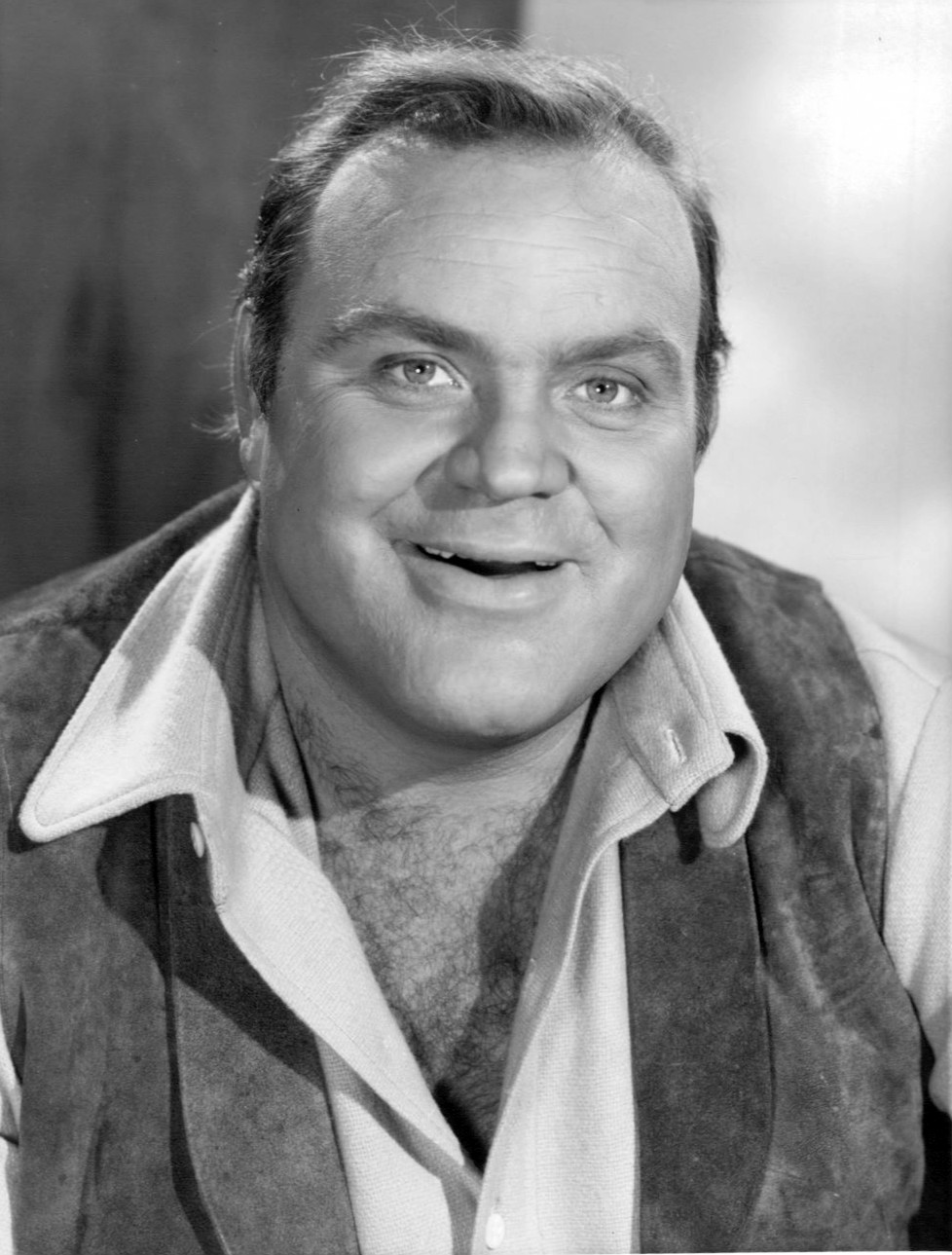
Dan Blocker (* 10. Dezember)

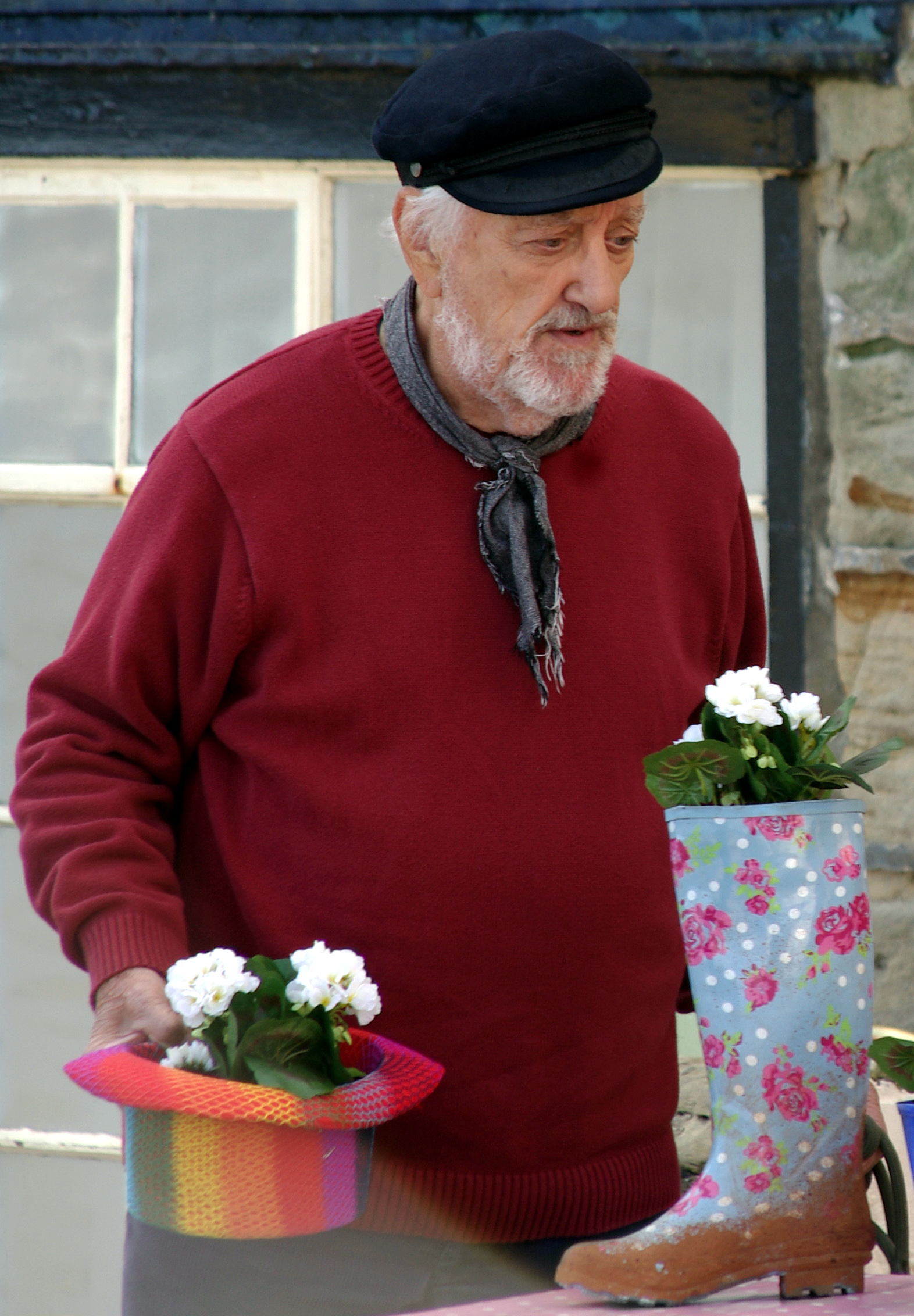
Bernard Cribbins (* 29. Dezember)

- 01. Oktober: Manfred Borges, deutscher Theater- und Filmschauspieler († 2022)
- 01. Oktober: Laurence Harvey, litauisch-britischer Schauspieler († 1973)
- 01. Oktober: George Peppard, US-amerikanischer Schauspieler († 1994)
- 02. Oktober: Oswalt Kolle, deutscher Drehbuchautor und Produzent († 2010)
- 02. Oktober: George McFarland, US-amerikanischer Schauspieler († 1993)
- 06. Oktober: Barbara Werle, US-amerikanische Schauspielerin und Tänzerin († 2013)
- 08. Oktober: Helmut Qualtinger, österreichischer Schauspieler († 1986)
- 10. Oktober: Susumu Hani, japanischer Regisseur
- 13. Oktober: Giorgio Stegani, italienischer Regisseur († 2020)
- 14. Oktober: Edith Hancke, deutsche Schauspielerin und Synchronsprecherin († 2015)
- 14. Oktober: Christiane Mückenberger, deutsche Filmwissenschaftlerin († 2025)
- 16. Oktober: Nando Gazzolo, italienischer Schauspieler und Synchronsprecher († 2015)
- 16. Oktober: Ann Guilbert, US-amerikanische Schauspielerin († 2016)
- 23. Oktober: Karl Heinz Bender, deutscher Schauspieler und Synchronsprecher
- 23. Oktober: Marthe Mercadier, französische Schauspielerin († 2021)
- 25. Oktober: Jeanne Cooper, US-amerikanische Schauspielerin († 2013)
- 25. Oktober: Anthony Franciosa, US-amerikanischer Schauspieler († 2006)
- 25. Oktober: Marion Ross, US-amerikanische Schauspielerin
- 31. Oktober: Andrew Sarris, US-amerikanischer Kritiker († 2012)

November
- 01. November: Emmaline Henry, US-amerikanische Schauspielerin († 1979)
- 03. November: Wanda Hendrix, US-amerikanische Schauspielerin († 1981)
- 10. November: Norma Crane, US-amerikanische Schauspielerin († 1973)
- 10. November: Ennio Morricone, italienischer Komponist  († 2020)
- 13. November: Karl-Ulrich Meves, deutscher Schauspieler und Synchronsprecher († 2025)
- 14. November: Kathleen Hughes, US-amerikanische Schauspielerin († 2025)
- 16. November: Clu Gulager, US-amerikanischer Schauspieler († 2022)
- 17. November: Rance Howard, US-amerikanischer Schauspieler († 2017)
- 20. November: Alexei Batalow, russischer Schauspieler, Regisseur und Drehbuchautor († 2017)
- 20. November: Franklin Cover, US-amerikanischer Schauspieler († 2006)
- 21. November: Jürgen Wilke, deutscher Schauspieler († 2016)
- 30. November: Rex Reason, US-amerikanischer Schauspieler († 2015)

Dezember
- 01. Dezember: Malachi Throne, US-amerikanischer Schauspieler († 2013)
- 02. Dezember: Fred Düren, deutscher Schauspieler († 2015)
- 02. Dezember: Ilse Peternell, österreichische Schauspielerin († 2011)
- 03. Dezember: Joachim Nottke, deutscher Drehbuchautor, Schauspieler und Synchronsprecher († 1998)
- 05. Dezember: Barbara Krafftówna, polnische Schauspielerin († 2022)
- 06. Dezember: Jan Hendriks, deutscher Schauspieler († 1991)
- 09. Dezember: Dick Van Patten, US-amerikanischer Schauspieler († 2015)
- 10. Dezember: Dan Blocker, US-amerikanischer Schauspieler († 1972)
- 10. Dezember: John Colicos, kanadischer Schauspieler († 2000)
- 10. Dezember: Michael Snow, CC, kanadischer avantgardistischer Filmregisseur und Experimental-Filmemacher († 2023)
- 11. Dezember: Tomás Gutiérrez Alea, kubanischer Regisseur († 1996)
- 11. Dezember: Noriaki Tsuchimoto, japanischer Regisseur, Drehbuchautor und Produzent († 2008)
- 16. Dezember: Terry Carter, US-amerikanischer Schauspieler († 2024)
- 17. Dezember: George Lindsey, US-amerikanischer Schauspieler und Drehbuchautor († 2012)
- 21. Dezember: Ed Nelson, US-amerikanischer Schauspieler († 2014)
- 22. Dezember: Ib Hansen, dänischer Opernsänger und Schauspieler († 2013)
- 22. Dezember: Regine Lutz, Schweizer Schauspielerin († 2023)
- 24. Dezember: Siegurd Fitzek, deutscher Schauspieler († 2022)
- 25. Dezember: Irish McCalla, US-amerikanische Schauspielerin († 2002)
- 25. Dezember: Dick Miller, US-amerikanischer Schauspieler († 2019)
- 28. Dezember: Esther Sandoval, puerto-ricanische Schauspielerin († 2006)
- 29. Dezember: Bernard Cribbins, britischer Schauspieler († 2022)
- 30. Dezember: Barbara Nichols, US-amerikanische Schauspielerin († 1976)
- 31. Dezember: Euel Box, US-amerikanischer Komponist († 2017)

### Tag unbekannt
- Giorgio Gentili, italienischer Regieassistent
- Morgan Jones, US-amerikanischer Schauspieler († 2012)
- Shesha Palihakkara, sri-lankischer Regisseur, Produzent und Schauspieler († 2009)

## Verstorbene
- 18. November: Mauritz Stiller, schwedischer Regisseur (* 1883)
- 22. November: Erich Kaiser-Titz, deutscher Schauspieler (* 1875)
- 14. Dezember: Theodore Roberts, US-amerikanischer Schauspieler (* 1861)